# 509 (szám)
Az 509 (római számmal: DIX) egy természetes szám, prímszám.

## A szám a matematikában
A tízes számrendszerbeli 509-es a kettes számrendszerben 111111101, a nyolcas számrendszerben 775, a tizenhatos számrendszerben 1FD alakban írható fel.
Az 509 páratlan szám, prímszám. Normálalakban az 5,09 · 102 szorzattal írható fel.
Az 509 négyzete 259 081, köbe 131 872 229, négyzetgyöke 22,56103, köbgyöke 7,98434, reciproka 0,0019646. Az 509 egység sugarú kör kerülete 3198,14132 egység, területe 813 926,96628 területegység; az 509 egység sugarú gömb térfogata 552 385 101,1 térfogategység.
Az 509 helyen az Euler-függvény helyettesítési értéke 508, a Möbius-függvényé −1.